# Rain on Me (canção de Ashanti)
"Rain on Me" é uma canção da cantora americana Ashanti, lançada em 2003 para promover seu segundo álbum de estúdio Chapter II. O single atingiu a sétima posição na Billboard Hot 100 e o top 20 no Reino Unido. Em 2004, a música recebeu uma indicação ao Grammy Awards na categoria Best Female R&B Vocal Performance.

## Letra e videoclipe
A letra de "Rain on Me" abordar as dores e desafios de enfrentar e finalmente superar um relacionamento abusivo. "Queríamos fazer um filme curto que era 'real' - que mostrou que não importa se você é rico ou pobre, branco ou negro, famoso ou não, a violência doméstica pode tocar sua vida" explicou Ashanti.
Existe um videoclipe para a versão remix da canção e um clipe na versão estendida, que mostra cenas que não são mostradas na edição padrão do videoclipe. O clipe foi dirigido por Hype Williams em Toronto, no início de Agosto de 2003.

## Faixas e formatos
Reino Unido CD single
1. "Rain on Me" (Full Phatt Remix) - 4:34
2. "Rain On Me" (Junk Yard Dog Remix) - 5:20
3. "Rain On Me" (Album Version) - 3:19

## Desempenho
| Tabelas musicais (2003)                | Melhor posição |
| -------------------------------------- | -------------- |
| Alemanha - German Singles Chart        | 70             |
| Suíça - Swiss Singles Chart            | 85             |
| Reino Unido - UK Singles Chart         | 19             |
| Estados Unidos - Billboard Hot 100     | 7              |
| Estados Unidos - Hot R&B/Hip-Hop Songs | 2              |
| Estados Unidos - Radio Songs           | 7              |